# New York Review of Books
A New York Review of Books é uma revista quinzenal norte-americana que publica longa opiniões e ensaios, muitas vezes por escritores famosos, poesia, seções de publicidade pessoais e em muitas de suas formatações usam letras artísticas. A revista começou durante a grande greve dos 7 jornais de Nova Iorque de 1963, quando seus editores fundadores, Robert Silvers e Barbara Epstein, e alguns amigos, decidiram criar um novo tipo de revista. Da década de 1960 até o século 21, The New York Review of Books tem tentado colocar perguntas no debate sobre vida cotidiana, cultura, ciência e política.